# Kevin Csoboth
Kevin Csoboth, né le 20 juin 2000 à Pécs en Hongrie, est un footballeur international hongrois qui évolue au poste d'ailier droit au FC Saint-Gall.

## Biographie

### En club
Né à Pécs en Hongrie, Kevin Csoboth est formé par le Ferencváros TC puis le Kozármisleny SE (en). Considéré comme l'une des grandes promesses de son pays, il est repéré très tôt par le Benfica Lisbonne, qu'il rejoint en 2016.
Le 16 août 2021, Kevin Csoboth rejoint librement le Fehérvár FC. C'est avec ce club qu'il découvre la première division hongroise. Il joue son premier match dans l'élite lors de la saison 2021-2022 contre le Ferencváros TC, le 22 septembre 2021. Il entre en jeu et son équipe s'incline par deux buts à un.
Le 11 août 2022, Kevin Csoboth rejoint le Újpest FC. Il signe un contrat courant jusqu'en juin 2026.
Csoboth inscrit son premier but pour le Újpest FC le 17 septembre 2022, lors d'une rencontre de coupe de Hongrie face au Mátészalkai MTK (en). Il est titularisé et participe à la victoire de son équipe par six buts à un. Le 1er avril 2023, Csoboth se fait remarquer en réalisant un triplé face au Zalaegerszeg TE FC, en championnat. Il permet ainsi à son équipe de s'imposer par trois buts à deux,.
En août 2024, le joueur quitte la Hongrie pour rejoindre la Suisse et son Championnat, il évoluera au FC Saint-Gall, il a signé un contrat de quatre ans soit jusqu'en été 2028.

### En sélection
Kevin Csoboth représente l'équipe de Hongrie des moins de 17 ans. Avec cette sélection il est retenu pour participer au championnat d'Europe des moins de 17 ans en 2017. Lors de ce tournoi organisé en Croatie il joue cinq matchs, dont quatre comme titulaire. Il marque deux buts, les deux lors du premier match de groupe contre la France le 3 mai 2017, permettant aux siens de s'imposer (3-2 score final). Son équipe se hisse jusqu'en quarts de finale, battue par la Turquie (0-1 score final) et s'incline contre la France lors du match pour la cinquième place (0-1 score final).
Avec les moins de 18 ans il joue deux matchs en 2018.
Kevin Csoboth honore sa première sélection avec l'équipe nationale de Hongrie le 23 mars 2023, lors d'un match amical contre l'Estonie. Il entre en jeu à la place de Dominik Szoboszlai et son équipe l'emporte par un but à zéro,.
En mai 2024, il est sélectionné par Marco Rossi pour participer à l'Euro 2024 avec la Hongrie. Le 23 juin, il marque son tout premier but en sélection lors du dernier match de poules face à l'Ecosse. Ce but inscrit dans le temps additionnel est l'unique but de la rencontre permettant aux Hongrois de s'imposer 1-0. 